# Màxim Huerta

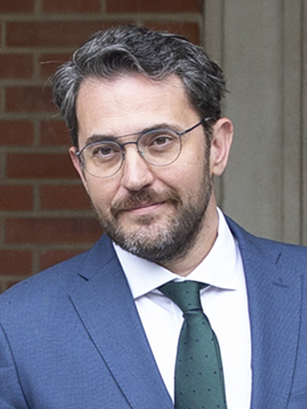
Màxim Huerta

Màxim Huerta (* 26. Januar 1971 in Utiel) ist ein spanischer Politiker, Autor und Journalist.

## Leben
Huerta studierte an der Universidad CEU San Pablo in Madrid Informationswissenschaften und erhielt am Istituto Europeo di Design einen Master in Graphikdesign. Nach dem Studium war er zunächst bei verschiedenen Zeitungsverlagen und Radiosendern in der Valencianischen Gemeinschaft tätig. Von 1997 bis 2000 war er als Journalist für den Regionalfernsehsender Nou tätig. Seit 2000 arbeitete er für den Fernsehsender Telecinco. Als Autor verfasste er mehrere Werke.
Seit dem 7. Juni 2018 war er Minister für Kultur und Sport in dem Kabinett Sánchez. Bereits am 13. Juni trat er von seinem Ministerposten zurück, nachdem zuvor eine Verurteilung Huertas wegen Steuerbetrugs aus dem Jahr 2017 bekannt geworden war. Nachfolger wurde der frühere Direktor des Museo Reina Sofía, José Guirao.
Huerta ist offen homosexuell.

## Werke (Auswahl)
- 2009: Que sea la última vez que me llamas Reina de la Tele
- 2011: El susurro de la caracola
- 2012: Una tienda en París
- 2014: La noche soñada
- 2015: No me dejes (Ne me quitte pas)
- 2017: La parte escondida del iceberg
- 2018: Firmamento – ein Reisebuch